# Pancalieri
Pancalieri is een gemeente in de Italiaanse provincie Turijn (regio Piëmont) en telt 1969 inwoners (31-12-2004). De oppervlakte bedraagt 16,0 km², de bevolkingsdichtheid is 123 inwoners per km².

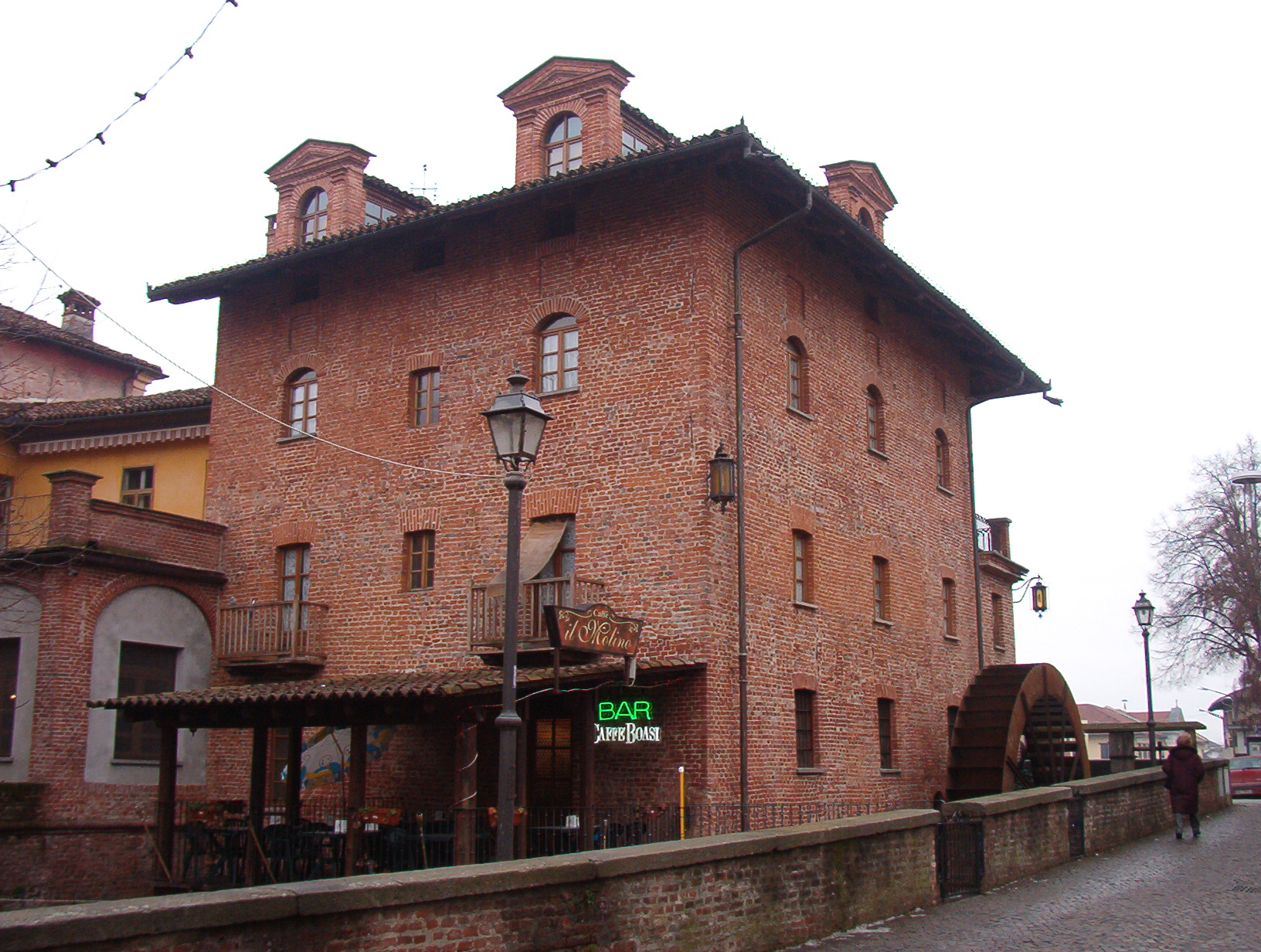
Oude maalderij
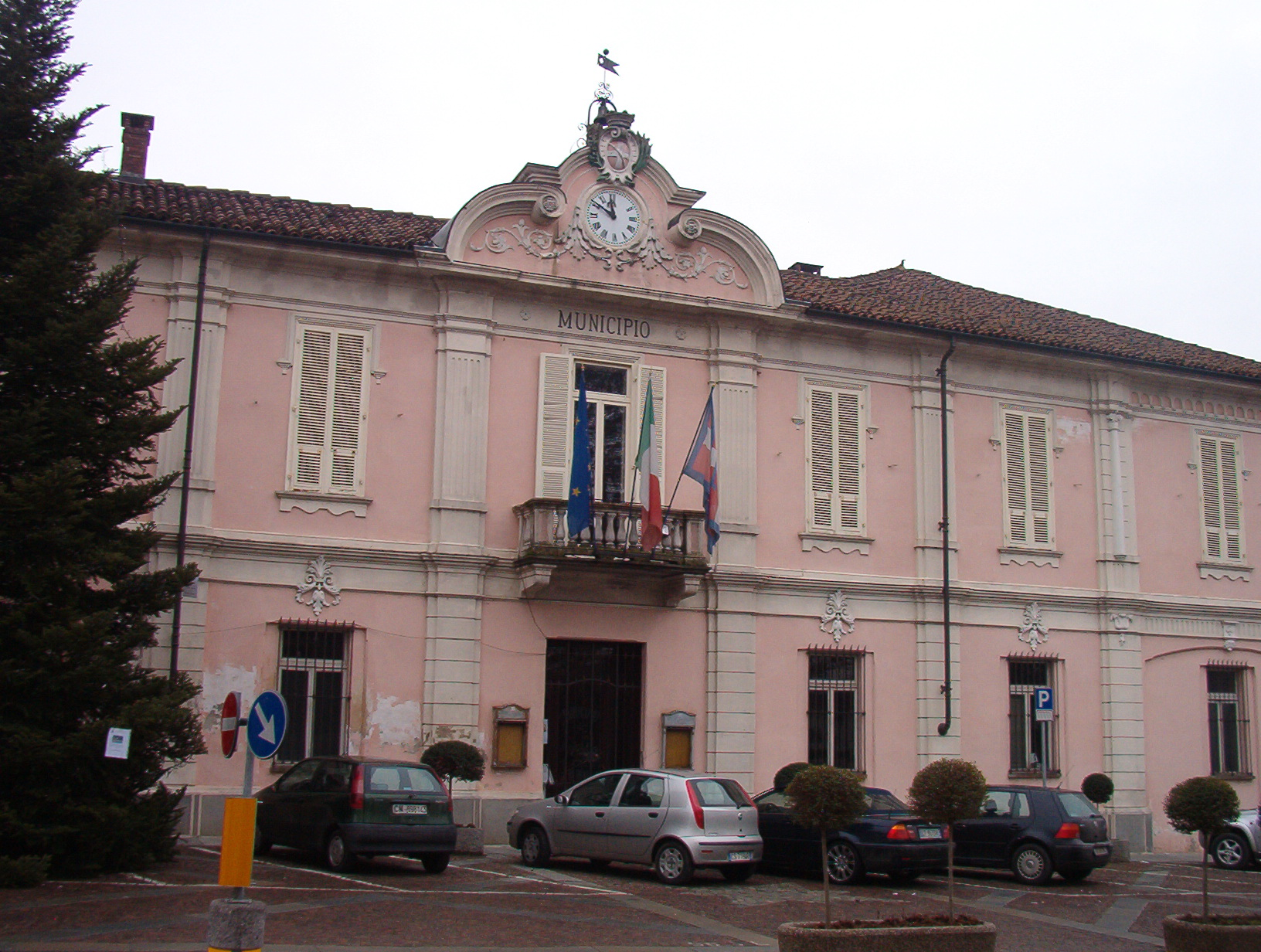
Gemeentehuis

## Demografie
Pancalieri telt ongeveer 816 huishoudens. Het aantal inwoners steeg in de periode 1991-2001 met 4,8% volgens cijfers uit de tienjaarlijkse volkstellingen van ISTAT.
| Jaar | Inwoneraantal |
| ---- | ------------- |
| 1991 | 1797          |
| 2001 | 1884          |

## Geografie
Pancalieri grenst aan de volgende gemeenten: Osasio, Virle Piemonte, Vigone, Lombriasco, Casalgrasso (CN), Villafranca Piemonte, Faule (CN), Faule (CN), Polonghera (CN).
1. ↑  https://demo.istat.it/?l=it.